# Povijest Gruzije
Povijest Gruzije je povijest prostora današnje Republike Gruzije i naroda Gruzije od prapovijesti do danas.

## Povijest u starom vijeku
Prostor današnje Gruzije stalno je naseljen od vremena ranog kamenog doba. Protogruzinska plemena po prvi puta se u pisanoj povijesti javljaju iz vremena 12. stoljeća pr. Kr. Arheološki nalazi ukazuju na znakove državnosti kao što su napredna metalurgija i kovanje zlata iz vremema 7. stoljeća pr. Kr. i prije. Dvije države na području Gruzije, poznate Starim Grcima i Starim Rimljanima u vrijeme Antike bile su kraljevstvo Iberije na istoku zemlje i kraljevstvo Kolhida na zapadu.
U vremenu od 653. do 333. pr. Kr. uspjele su se obraniti od pokušaja osvajanja Medijskog Carstva, Perzijskog Carstva, a pred kraj 3.st.pr. Kr. i od napada Aleksandra Velikoga. Iberija i Kolhida su se oduprele i napadim ostalih helenističkih vladara, iako je utjecaj grčke kulture i jezika izražen u naseljima kraljevstva Kolhide, dok u gradovima kraljevstva Iberije je prevladao aramejski jezik. U vremenu od 2.st. pr. Kr. do 2. st. Gruzija je bila središte borbi Rimskog Carstva, moćnog kraljevstva Armenije i kratkovječnog Kraljevstva Pont.
Godine 189. pr. Kr. kraljevstvo Armenije osvojilo je više od polovice Iberije, a vladar Mitridat VI. od Ponta između 120. pr. Kr. i 63. pr. Kr. osvojio je cijelo kraljevstvo Kolhidu i pripojio ga Pontu. Kraljevstvo Armenije i Kraljevstvo Pont šire se na račun teritorija Rima, zbog čega rimska vojska 65. pr. Kr. pod generalom Pompejem napad Iberiju (zbog dobrih odnosa s Armenijom), Armeniju i Pont, uzimajući velik dio teritorija natrag. Rimljani osvojeno područje kraljevstva Kolhide stavlja pod svoju upravu kao rimsku provinciju, Kraljevstvo Pont je potpuno razoreno, a Iberia se uspjela održati. Ipak 19 godina (36. pr. Kr.) kasnije u novom pohodu Rimljani prisiljavaju iberijskog kralja, da im se pridruži u vojnom pohodu protiv Albanije (na Kavkazu). 
Sljedećih 600 godina povijesti Gruzije obilježeno je borbama Rima i Perzije odnosno Parta i Sasanidskog Perzijskog Carstva za dominaciju na području.
U 2. stoljeću Kraljevstvo Iberije je ojačalo, naročito u vrijeme vladavine kralja Pharasmanesa II., koji je ostvario potpunu neovisnost od Rima, a od oslabljenog Armenskog kraljevstva povratio je neka prije izgubljena područja. U ranom 3. stoljeću Rim je izgubio i Albaniju (na Kavkazu) i veliki dio Armenije od Sasanidskog Carstva, a provincija Lazicum je prvotno dobila je značajnu neovisnost od Rima, koju je iskoristila te do kraja stoljeća postala nezavisno kraljevstvo Lazica-Egrisi i održala se gotovo 250 godina do 562.g. kada je postala dio Bizantskog Carstva.
Godine 327. Kraljevstvo Iberija je kao jedna od prvih država proglasilo kršćanstvo državnom vjerom. Mirian III. bio je prvi kršćanski kralj Iberije.

## Nakon staroga vijeka do danas
U razdoblju od 11. do 13. stoljeća, Gruzija je bila jedna od najjačih država na Kavkazu. No, nakon invazije Mongola znatno joj je opala moć. U 16. stoljeću, Gruzija je u Osmanskom Carstvu. Godine 1783., Gruzija je potpisala sporazum o obrani s Rusijom, a 1801. ruski carevi su pripojili Gruziju u Rusko Carstvo.
Dana, 26. svibnja 1918. godine, nakon Oktobarske revolucije, Gruzija je proglasila neovisnost. No, 16. veljače 1921. Crvena armija je okupirala Gruziju i uklapila je u sastav Sovjetskog Saveza. Bila je dio Zakavkaske Savezne Sovjetske Socijalističke Republike zajedno s Azerbajdžanskom SSR i Armenskom SSR.
Proglasila je neovisnost 9. travnja 1991. godine, pod vlašću nacionalističkog vođe Zvijada Gamsakurdie. Međutim, neovisnost sovjetske vlasti nisu priznale do rujna 1991. 